# Park stanowy Massacre Rocks

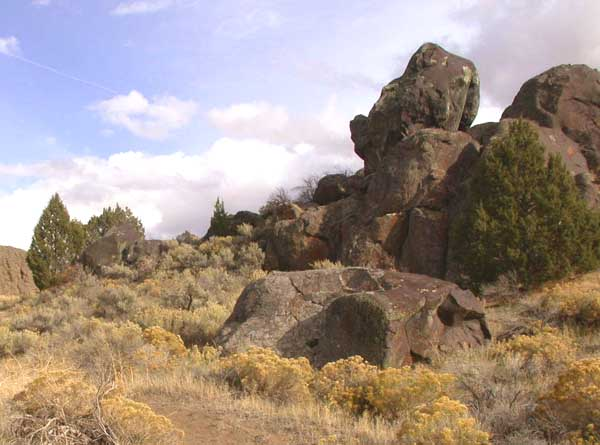
Formacje skalne w parku Massacre Rocks

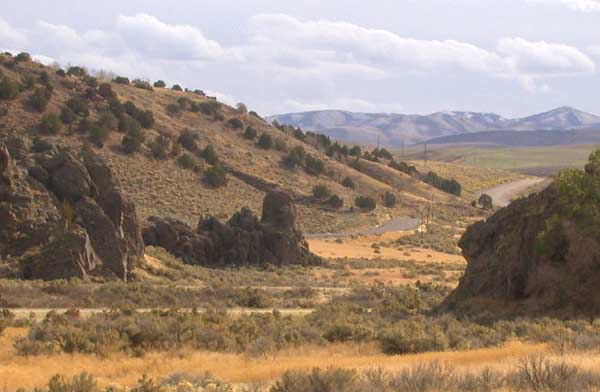
Massacre Rocks, widok na wschód

Park stanowy Massacre Rocks (ang. Massacre Rocks State Park) – park stanowy w stanie Idaho w Stanach Zjednoczonych. Znajduje się nad rzeką Snake na zachód od miejscowości American Falls, a jego główną atrakcją są formacje skalne Massacre Rocks, budzące grozę swą nazwą miejsce na szlakach oregońskim i kalifornijskim przebiegających tędy w połowie XIX wieku.

## Opis parku
Park oferuje szeroki wgląd w dolinę rzeki Snake, jak również fantazyjnie uformowane skały nazywane Bramą Śmierci (ang. "Gate of Death"), lub Diabelską Bramą (ang. "Devil's Gate"). Wędrowcy nadali tę nazwę wąskiemu przesmykowi między skałami, bowiem wydawało im się, że to naturalne miejsce na przygotowanie zasadzki przez Indian. Zgodnie z zapiskami pionierów w dniach 9-10 sierpnia 1862 doszło do napadu Szoszonów na kolumnę wozów (zginęło wówczas dziesięć osób) na otwartym terenie nieco na wschód od skał, a nie wśród nich jak się powszechnie przypuszcza. Jeśli nawet na terenie Massacre Rock doszło do jakichś walk, to nie ma na to żadnych dowodów. Tzw. masakra Clarków z roku 1851 wydarzyła się na zachód od dzisiejszego parku, nad brzegiem rzeki Raft.
Otoczone skałami miejsce – jako z natury obronne – było często wykorzystywane podczas postojów na szlaku. Wielu pionierów ryło na powierzchni skał swoje nazwiska i daty, co zachowało się do dzisiaj. Współcześnie przejazd między skałami zapewnia autostrada międzystanowa nr 86W biegnąca wzdłuż granicy parku.
W sensie geologicznym teren obecnego parku został ukształtowany w wyniku długotrwałej aktywności sejsmicznej doliny rzeki Snake. Same złomy skalne znalazły się tu pod koniec ostatniego zlodowacenia, około 14 500 lat temu, podczas rozległej powodzi, znanej nauce jako Bonneville Flood, kiedy to większość wód prehistorycznego jeziora Bonneville spłynęło rzeką Snake. Wyrwa w klifie na północnym brzegu Snake naprzeciwko parku to pamiątka po antycznym wodospadzie z czasów po powodzi.
W parku znajduje się ponadto budynek dyrekcji z wystawą poświęconą geologii i historii tego miejsca, a także stanowiska kempingowe. Istnieje dojazd z autostrady 86W oraz szlak pieszy z parkingu przy tejże autostradzie. Jest również ścieżka pozwalająca dotrzeć do pozostałości dawnych emigranckich szlaków.